# Slavko Kalezić
Slavko Kalezić (født 4. oktober 1985) er en montenegrinsk sanger som repræsenterede Montenegro ved Eurovision Song Contest 2017 med sangen "Space". Han opnåede en 16. plads i semifinale 1, og derfor kvalificerede han sig ikke til finalen. I efteråret 2017 deltager han i sæson 14 af den britiske udgave af X Factor. Han fik 3 ud af 4 jaer fra dommerne til sin audition og gik videre til bootcamp. I bootcamp gik han også videre til six chair challenge. I six chair challenge formåede han at få en stol, og nu er han videre til judges houses. I judges houses blev han ikke valgt af hans mentor Nicole Scherzinger til at gå videre til de store live shows og derfor røg han ud af konkurrencen. men der været rygter om måske et wildcard twist så måske kan han blive bragt tilbage i konkurrencen og rygtet var sandt de britiske seere stemmer i appen en deltager fra hver kategori tilbage i konkurrence så han kan vende tilbage i konkurrence hvis han får flest seere stemmer fra appen. Slavko Kalezić fik ikke flest seerstemmer fra appen i hans kategori og derfor er han nu officielt ude af konkurrencen.